# Милорад Рувидић
Милорад Рувидић (Липолист, 5. априла 1863 — Београд, 4. јануара 1914) био је српски архитекта.

## Биографија

### Породица
Милорад Рувидић је рођен 5. априла 1863. године у селу Липолист у Мачви, као други од три сина Марије и Рајка Рувидића. Отац му је био свештеник у Липолисту, а затим је службовао у Шапцу као окружни прота-протојереј. Као протојереј шабачки, одликован је 1884. године орденом Св. Саве V реда, а три године касније орденом Св. Саве III реда. Захваљујући свом друштвеном положају прота Рајко Рувидић је био у могућности да школује сва три своја сина, на најбољим европским школама. Најстарији син Михаило, рођен 30. 01. 1856. године, школовао се најпре у Цириху, а затим у Липиску (Саксонија), да би се по завршетку Филозофског факултета у Лајпцигу крајем 1878. године вратио у Србију. Најмлађи син, Светозар, био је апотекар и власник приватне женске гимназије у Нишу. Средњи син, Милорад, провео је своје најраније детињство у Липолисту. Чист ваздух и директан контакт са природом будили су прва сазнања, док је интелектуална клима породичног дома била подршка истраживачком духу. Основну школу и четири разреда гимназије (1870—1878) учио је у Шапцу, а пети разред гимназије и три разреда Реалке (1878—1884) у Београду. Последње три године средње школе будући архитекта је провео у београдској Реалци, опредељујући се за изучавање техничких наука.

### Студије архитектуре
По завршетку Реалке у Београду, Милорад Рувидић се у септембру школске 1884/85. године уписао на Технички факултет Велике школе, заједно са још дванаест колега. Стручних предмета било је веома мало и они су били заступљени са недовољним бројем часова. Настава на Техничком факултету изводила се, кроз теоретска предавања и практичну наставу – вежбање и цртање. Према сачуваним испитним оценама, Рувидић је највећи број испита положио у јунском испитном року и то са најбољим оценама. Испите је давао редовно, све до јуна 1888. године, од кад је више месеци био одсутан, због болести и лечења. Болест га је највероватније омела у завршавању студија, тако да није био у могућности да дипломира заједно са својим друговима из класе школске 1887/1888. године, већ наредне школске године. По завршетку Техничког факултета у Београду, да би допунио и проширио своја знања из области архитектуре, Милорад Рувидић одлази у Берлин, где 1889. године уписује архитектуру на Краљевској техничкој Високој школи у Шарлотенбургу. Из програма студирања на Краљевској Техничкој Високој школи у периоду школске 1889-1893. године, сазнајемо број студената уписаних у сваки семестар и предвиђени наставни план са предавачима. Међу двадесет пет студената уписаних у први зимски семестар, архитектонских наука, школске 1889/90., једини Србин био је Милорад Рувидић. Упоређујући наставне планове Техничког факултета Велике школе у Београду и Краљевске Техничке Високе школе у Берлину, увиђамо да је било нужно да наши свршени инжењери допуне и прошире знања стечена у домаћим школама, на неком од страних факултета. Након завршетка студија у иностранству и по повратку у земљу млади стручњаци започињу своју професионалну каријеру, најпре у Министарству грађевина, да би је потом наставили у Великој школи, као хонорарни сарадници, а доцније као вандредни и редовни професори. Они су преносили својим студентима знање стечено на страним политехникама, преносећи истовремено културу земаља у којима су се школовали, као и владајуће градитељске стилове.

### Рад у архитектонском одељењу Министарства грађевина
Архитекта Милорад Рувидић вратио се у Београд након завршетка студија у Берлину и 7. октобра 1893. године ступио је у државну службу - најпре као подинжењер и инжењер у грађевинском одељењу, при Начелству округа Подунавског, а у саставу Министарства грађевина. Према државном календару Краљевине Србије у периоду од 1893. до 1914. можемо пратити његово напредовање у Министарству грађевина, као и његово ангажовање у Грађевинском савету.
Према Државном календару  за 1895. годину, Милорад Рувидић је био запослен у архитектонском одељењу Министарства грађевина као инжењер IV класе. Следеће три године (1896—1898) провео је у наведеном министарству у звању инжењера V   класе. Године 1899. налазимо га као инжењера  III класе. Од 1899. године инжењери архитектонског одсека Министарства грађевина постали су архитекте и нису се више званично називали инжењерима. Наредне четири године, (1900-1903), службује у звању архитекта II класе. Последње две године у Министарству грађевина провео је у звању архитекта I класе (1904—1905).
Од 1902. До 1911. године Милорад био је постављен за члана Грађевинског савета за архитектуру, најпре у својству заменика, а касније и редовног члана.

### Рад на Техничком факултету Велике школе
Крајем 1903. године долази на Технички факултет Велике школе, за професора Историје архитектуре и Византијског стила с пројектовањем цркава, чиме је предмет постао обимнији. Исте године одлуком Министарства просвете, основана је и Катедра за Историју архитектуре са византијским стилом, која је била један од важних чинилаца за развој и афирмацију византијског стила. Изучавању византијског стила у то време била је посвећена дужна пажња о чему сведоче забележени испитни задаци, уредбе Техничког факултета, као и сачувани Светосавски темати. Професори на катедри за Историју архитектуре са византијским стилом били су: најпре Д. Милутиновић, за њим следе М. Рувидић, П. Поповић и Б. Таназевић. Поред педагошког рада бавили су се пројектовањем приватних и јавних објеката, као и проучавањем, рестаурацијом и заштитом средњевековних споменика. Као јавни радници и бивши службеници Министарства грађевина, они су такође учествовали у жирирању јавних конкурса и тако су имали директан утицај на афирмацију византијског стила. Указом Њ. В. Краља Петра I, од 14. новембра 1905. године године арх. Рувидић постављен је за ванредног професора Универзитета у ком ће остати све до смрти 1914. године.

### Стручни радови
Сачуван је мали број стручних радова арх. Рувидића. Остало је забележено да је својим прилозима сарађивао у СТЛ и Техничком гласнику.
Студија у рукопису, коју је спремио за штампу под насловом „Утицај романског стила на српску-црквену архитектуру за време Немањића“, није сачувана. О њеном постојању сведочи сам аутор, наводећи је међу својим стручним радовима у писму које је упутио господину декану Техничког факултета приликом конкурисања за ванредног професора на Катедри за византијску архитектуру.
Захваљујући студијама у иностранству, арх. Рувидић је имао информације о свим актуелним променама у процесу пројектовања и грађења објекта, како у погледу стила, тако и у погледу осавремењавања конструкције. При пројектовању својих објеката он је примењивао важеће обрасце стилске архитектуре, али је једнако пажљиво проучавао принципе грађења српске средњовековне архитектуре. Кроз педагошки рад на Техничком факултету, а затим и кроз теренска истраживања, залагао  се за афирмацију и развој српског националног стила.

### Друштвене активности и признања
Као студент прве године технике у Великој школи, Милорад Рувидић је добио своје прво одликовање. Током лета 1884. и 1885. године он је служио редован војни рок и тада је због учешћа у српско-бугарском рату као добровољац одликован Орденом Таковског крста V реда. Орден је имао искључиво војни карактер и давао се за учињена пожртвовања и заслуге стечене за независност и ослобођење. Признање за његов стручни и педагошки допринос ширењу техничког знања, уследило је након четрнаест година рада, по наредби Министра грађевина уз следеће образложење:
„ Указом Њ.В. Краља од 27. августа 1907. године г. Милорад Рувидић, ванредни професор Универзитета, за своју преданост струци и професионалном позиву, по наредби Министра грађевина, одликован је Орденом Св. Саве IV реда.“ Почетком следеће године (3.марта 1908) арх. Рувидић потписао је реверс о пријему дипломе и Ордена Св. Саве IV реда.
Орден Св. Саве установљен је у „циљу награђивања заслуга стечених за просвету, књижевност и лепе уметности“, додељиван је искључиво културним, научним радницима и црквеним достојанственицима. Арх. Рувидић био је више пута постављен за члана Грађевинског савета, Грађевинског одбора, Испитне комисије за државне техничке испите, као и бројних других одбора. По повратку у Београд из Берлина, активно се укључио у рад  Удружеља српских инжењера и убрзо постао његов дугогодишњи секретар. Избором  у управни одбор удружења, аутоматски је постао члан уређивачког одбора СТЛ. Сведочанство о бризи друштва за младе кадрове који су се школовали у иностранству и жељи да се вежу за отаџбину представља и податак да је арх. Рувидић током студија у Берлину добијао бесплатне примерке СТЛ.

### Крај живота
Ректор универзитета, известио је у свом писму, од 10. фебруара 1914. године, министра просвете, да је „4. јануара т. г. напрасно преминуо Милорад Рувидић, ванр. професор Универзитета. Сахрањен је сутрадан у алеји великана на Новом гробљу у Београду; опело и црквени обред одржан је у Вазнесењској цркви. Декан и професори Техничког факултета уписали су свога друга за члана „фонда за потпомагање сиромашних студената.“
Милорад је умро, изненада, 1914. године у педесетој години живота, док је још био вандредни професор Универзитета. У браку са супругом Милицом, рођеном Тодоровић, није имао потомака.
Његов братанац је санитетски генерал др Жарко Рувидић.

### Значајнија архитектонска дела
Пројектовао је, самостално или са колегама, велики број грађевина у Србији: 
- Официрски дом у Београду (данас СКЦ),
- зграду Министарства војске у Кнеза Милоша 35 (1895), зграда је страдала у Априлском бомбардовању а срушена 1945. године,
- Гимназију "Свети Сава" у Пироту,
- Дом друштва "Краљ Дечански" у Београду,
- Кућу Димитрија Крсмановића (Аустријске амбасаде), Димитрија Наумовића Казанџије, др Миливоја Јовановића и
- Кућу Милана Обреновића у Београду,
- Српски павиљон на Светској изложби у Паризу,
- Дом народног представништва у Београду,
- основне школе у Азањи и Чачку,
- Царинарнице и зграде среских начелстава у Шапцу и Великом Градишту,
- Среска кућа на Врачару,
- Удеоничка задруга у Београду,
- Окружни суд у Шапцу,
- Смедеревску банку,
- гимназије у Нишу и Смедереву,
- Зграду старог Етнографског музеја у Кнеза Милоша (пројекат адаптације и доградње),
- Зграда Топчидерске полиције,
- Житни магацин браће Крсмановић у Београду.

Међу најпознатијим црквеним објектима рађеним по пројекту Милорада Рувидића су: 
- Цркве у Белој Паланци, Мојсињу, Тополи, Книћу, Бресници,
- црква манастира "Свети Димитрије" у Дивљанима код Пирота,
- споменик митрополиту Михаилу у Саборној цркви у Београду
- Иконостас у Преображенској цркви у Панчеву,
- Манастир Тумане код Голупца.